# Tephrina fumosa
Tephrina fumosa là một loài bướm đêm trong họ Geometridae.